# 王月
王月（？—1642年），字微波，明朝末年南京珠市歌妓。當時舊院等級最高，珠市次之，舊院女子多羞與珠市女子為伍，而王月姿容出眾，曾令舊院名妓失色。
其母生三女，為長女。王月頎身玉立，名動公卿，孙克威欲娶为侧室。後嫁四川舉人蔡如蘅為妾。蔡如蘅为安庐兵备道，携王月赴任。崇禎十五年（1642年），張獻忠陷廬州府舒城縣，蔡如蘅與王月同避井中，賊以繩引上，蔡如蘅被執至張獻忠面前，遇害。王月大罵張獻忠，遂於溝邊遭一槍刺死，屍立不倒，移時方倒。張獻忠“断其头，蒸置于盘，以享群贼。”